# Watanga FC
Watanga FC is een Liberiaanse voetbalclub uit Watanga die speelt in de Premier League. De club werd in 1997 opgericht.

## Erelijst
- Premier League

2021/22, 2023/24